# Meláth Andrea
Meláth Andrea (Budapest, 1968. július 13. –) Liszt Ferenc-díjas magyar opera-énekesnő (mezzoszoprán), érdemes művész.

## Pályafutása
1998-ban fejezte be tanulmányait a Liszt Ferenc Zeneművészeti Főiskolán. 1996-ban ösztöndíjat kapott a Bayreuthi Ünnepi Játékokra. 
A hazai koncertek mellett külföldön is gyakran fellép. Szólistája volt a madeirai End of the Year-nek (1997), három önálló dalestet adott Londonban David Newbold zongorakíséretével (1998), részt vett egy koncertsorozaton az USA-ban (1999), valamint szólistaként közreműködött a Magyar Rádió zenekarával és Vásáry Tamással a brüsszeli Europalián (1999).
Repertoárja nagyon sokrétű. Számos opera, oratórium és kantáta szólistájaként lépett már színpadra. 1998 óta rendszeresen fellép a Magyar Állami Operaházban, Bartók Kékszakállújának női főszerepét Budapest mellett a világ számos országában énekelte, legutóbb a Palermói Operaházban, a Kanadai Nemzeti Operában, és a Stuttgart Operaházban. 2013-ban a budapesti Liszt Ferenc Zeneművészeti Egyetem tanszékvezető tanárának nevezték ki.

## Főbb szerepei
- Monteverdi: Il ritorno d'Ulisse in patria
- Dido (Purcell: Dido és Aeneas)
- Xerxész (Händel: Xerxész)
- Orfeo (Gluck: Orfeo ed Euridice)
- Beatrice (Berlioz: Beatrice et Benedict)
- Sesto (Mozart: Titus kegyelme)
- Cherubino (Mozart: Figaro házassága)
- Második hölgy (Mozart: A varázsfuvola)
- Dorabella (Mozart: Così fan tutte)
- Rosina (Rossini: A sevillai borbély)
- Leonora (Donizetti: A kegyencnő)
- Carmen (Bizet: Carmen)
- Mrs. Meg Page (Verdi: Falstaff)
- Stephano (Gounod: Romeo et Juliette)
- Apollonia (Haydn: La Canterina)
- Pinsuti: Mattia Corvino – Osviena
- Delila (Saint-Saëns: Sámson és Delila)
- Olga (Csajkovszkij: Anyegin)
- Polina (Csajkovszkij: A pikk dáma)
- Judit (Bartók Béla: A kékszakállú herceg vára)
- Rita (Vukán György: Atlanta, Georgina)
- Mása (Eötvös Péter: A három nővér)
- A nő (Eötvös Péter: Vértelenül)

## Díjai
- 1999 Wigmore Hall International Song Competition III. helyezett
- 1996 Bayreuth ösztöndíj
- 1998 Fischer Annie-ösztöndíj
- 1997–2007 között 7 évben kapott ARTISJUS Díjat a kortárszene területén végzett kimagasló munkájáért
- 2001 Liszt Ferenc-díj
- 2001 Mándy Andor Díj /Operaház/
- 2007 Bartók–Pásztory-díj
- 2014 Újpest díszpolgára[1]
- 2018 Érdemes művész
- 2019 Artisjus előadóművészeti díj[2]

## Külső hivatkozások
- Meláth Andrea honlapja
- Meláth Andrea az Operaház honlapján
- A Pécsi Tudományegyetem oldala
- Újpesti Baptista Gyülekezet